# Cirill Tamás Hortobágyi
Cirill Tamás Hortobágyi O.S.B. (Nagytálya, 22 de fevereiro de 1959) é um beneditino húngaro, atual arco-abade da abadia territorial de Pannonhalma e, portanto, arco-abade da congregação beneditina húngara.

## Biografia
Cirill Tamás Hortobágyi continuou seus estudos na escola secundária ( Pannonhalmi Bencés Gimnázium és Kollégium ) da abadia de Pannonhalma (única escola denominacional que não fechou durante a era comunista) e entre os 21 de agosto de 1977 entre os beneditinos desta abadia; ele cumpriu o serviço militar e depois continuou seus estudos teológicos. Ele fez seus primeiros votos temporários em 6 de agosto de 1981. Ele é diácono ordenado em 15 de agosto de 1984 e 15 de agosto de 1985 sacerdote, no dia seguinte aos seus votos perpétuos, na Basílica de São Martinho em Pannonhalma. Entre 1983 e 1988 estudou na Universidade Eötvös Loránd a biologia e geografia e se formou em 1988; a partir de então, ele ensina essas matérias na escola secundária de Pannonhalma. Em 1989, foi a queda do regime comunista na Hungria e em outros países da Europa Central e Oriental. Ele lecionou por um ano na casa de estudos Saint-Benedict em Budapeste, além de ser curador na capela Saint-Sabine, e foi capelão estudantil até 1992. Mais tarde, ele dirigiu por dois anos (1994-1996) Pannonhalma college-high escola. Ele obteve uma pós-graduação em gestão e organização gerencial, pela Universidade de Economia e Administração Pública de Budapeste. A sua missão é restaurar os edifícios monásticos de Pannonhalma e garantir o seu sustento com o lançamento de sabonetes e cosméticos, vinagres, chás de ervas e licores (todos da herdade), bem como a gestão de um museu com um café-chá para turistas etc.  . A pedido do Ministro do Meio Ambiente e Desenvolvimento Regional, ele é membro do Comitê Nacional Húngaro que prepara o relatório nacional da Conferência Mundial das Nações Unidassobre Meio Ambiente e Desenvolvimento, realizado em 1992. Padre Hortobágyi também ministra palestras sobre economia, ética ecológica e cultura tradicional de ervas em fóruns profissionais e promocionais, na Hungria e no exterior. Em 2000, decidiu-se relançar a cultura do vinho da Quinta da Abadia com a produção de um vinho branco de qualidade.
Em 6 de janeiro de 2018 foi eleito pela comunidade monástica à frente da Abadia de Pannonhalma, eleição aceita em 16 de fevereiro de 2018 pelo Papa Francisco, que por isso o nomeia arcebade de Pannonhalma, após a renúncia do TRP Asztrik Várszegi  . Este último confere a ele a bênção sobre 21 de março de 2018 na presença do Primaz da Hungria, Cardeal Péter Erdő, e do Gregory Polan, Abade Primaz da Confederação Beneditina, bem como vários bispos e abades.